# 12 Aquilae
12 Aquilae – gwiazda, w gwiazdozbiorze Orła, znajdująca się około 144 lata świetlne od Słońca.

## Charakterystyka
Gwiazda jest czerwonym olbrzymem. Jej promień wynosi 12 promieni Słońca, a wiek 4,64 ± 2,35 miliarda lat. Jasność gwiazdy wynosi 60 jasności słońca. Jej pozorna jasność wizualna wynosi 4,02, co oznacza, że jest wystarczająco duża, aby można ją było zobaczyć gołym okiem. Opierając się na rocznym przesunięciu paralaksy o 22,66 mas, odległość gwiazdy od słońca wynosi 144 lata świetlne (z błędem wynoszącym jeden rok świetlny), natomiast temperatura gwiazdy wynosi 4603 K.